# إيريني دوكاينا

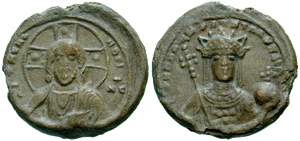
ختم إيريني دوكاينا من الرصاص

ايريني دوكاينا أو دوجانيا (اليونانية: Ειρήνη Δούκαινα, Eirēnē Doukaina) (ح 1066- 19 فبراير 1138) امبراطورة بيزنطية بزواجها من الإمبراطور البيزنطي ألكسيوس كومنينوس، ووالدة الإمبراطور جوزيف الثاني والأميرة والمؤرخة البيزنطية آنا كومنينا.

## حياتها
ولدت إيريني عام 1066 لأندرونيكوس دوكاس وماريا البلغارية، وهي
حفيدة إيفان فلاسيداف حاكم بلغاريا، وكان أندرونيكوس ابن أخ الإمبراطور قسطنطين العاشر دوكاس وابن عم ميخائيل السابع دوكاس